# Ӏ
Ӏ, ӏ(러시아어: Палочка → '(작고 가느다란) 막대기', '회초리', '젓가락')는 키릴 문자의 하나로, 아바자어, 아디게어, 아바르어, 다르기어, 인구시어, 카바르다어, 라크어, 레즈기어 등에서는 이전 자음이 방출음임을 나타내며, 체첸어에서는 유성 인두 마찰음을 나타낸다. 아디게어, 체첸어, 인구시어, 카바르다어에서는 성문 파열음을 나타내기도 한다.
І와 모양이 유사하나 두 문자 사이에는 관련성이 없다.

## 소문자
대개 대문자만 있으나 소문자가 아예 없는 것은 아니며 유니코드 5.0에 추가되었다.
- 소문자는 글꼴에 따라 ı 또는 대문자와 동일하게 보일 수도 있다.

## 컴퓨팅 코드
| 미리 보기      | Ӏ                        | Ӏ                        | ӏ                              | ӏ                              |
| -------------- | ------------------------ | ------------------------ | ------------------------------ | ------------------------------ |
| 유니코드 이름  | CYRILLIC LETTER PALOCHKA | CYRILLIC LETTER PALOCHKA | CYRILLIC SMALL LETTER PALOCHKA | CYRILLIC SMALL LETTER PALOCHKA |
| 인코딩         | 10진                     | 16진                     | 10진                           | 16진                           |
| 유니코드       | 1216                     | U+04C0                   | 1231                           | U+04CF                         |
| UTF-8          | 211 128                  | D3 80                    | 211 143                        | D3 8F                          |
| 수치 문자 참조 | &#1216;                  | &#x4C0;                  | &#1231;                        | &#x4CF;                        |

## 같이 보기
- І (키릴 문자, 관련성 없음)
- I (로마자, 관련성 없음)